# 鵲 (鴻型水雷艇)
|                | |
| 艦歴           | |
| 計画           | 昭和9年度計画（②計画） |
| 起工           | 1935年3月4日 |
| 進水           | 1935年10月28日 |
| 就役           | 1937年1月15日竣工 |
| その後         | 1943年9月27日雷撃により沈没                                                                                                 |
| 除籍           | 1943年12月1日 |
| 要目（竣工時） | |
| 排水量         | 基準：840英トン 公試：960トン                                                                                               |
| 全長           | 88.50m |
| 全幅           | 8.18m |
| 吃水           | 2.76m |
| 機関           | ロ号艦本式缶2基 艦本式タービン2基 2軸、19,000馬力                                                                           |
| 速力           | 30.5ノット |
| 航続距離       | 14ノットで4,000海里 |
| 燃料           | 重油：245トン |
| 乗員           | 129名 |
| 兵装           | 45口径十一年式12cm単装砲3門 53cm3連装魚雷発射管1基3門 （六年式魚雷3本） 40mm機銃1挺（雉、鷺、鳩は毘式） （雁は25mm機銃1挺） |

鵲（かささぎ）は、日本海軍の水雷艇。鴻型の4番艇。艦艇名としては隼型水雷艇「鵲」に続いて2代目。

## 艇歴
1934年（昭和9年）11月24日、鵲と命名され、水雷艇に類別。1935年（昭和10年）3月4日に大阪鉄工所桜島工場で起工。同10月28日進水。1937年（昭和12年）11月15日に竣工し、横須賀鎮守府籍、第一水雷隊に編入された。
日中戦争では、上海海軍特別陸戦隊支援、揚子江遡行作戦に従事。揚子江遡航作戦中の1938年6月24日、第一水雷隊が砲台と交戦した際に「鵲」は5cm6発を被弾した。また、7月6日には触雷した。
太平洋戦争開戦後、香港攻略作戦、海上護衛作戦に参加。1943年（昭和18年）9月27日、輸送船の護衛任務中にカバエナ島近海で米潜水艦「ブルーフィッシュ」の雷撃により沈没。同年12月1日に除籍。

## 歴代艇長
艤装員長
- 有本輝美智 少佐：1936年10月8日[9] -

水雷艇長
- 有本輝美智 少佐：1937年1月15日[10] - 1937年9月28日[11]
- 有馬高泰 少佐：1937年9月28日[11] - 1938年8月1日[12]
- 田中万喜夫 少佐：1938年8月1日[12] - 1938年12月15日[13]
- 中川実 大尉：1938年12月15日[13] - 1940年4月24日[14]
- 牧野坦 少佐：1940年4月24日[14] - 1940年9月27日[15]
- （兼）東日出夫 少佐：1940年9月27日[15] - 1940年10月15日[16]
- 井内儀三郎 大尉：1940年10月15日[17] - 1941年8月20日[18]
- 犬塚家孝 大尉：1941年8月20日[18] -